# Civilian (Album)
Civilian ist das elfte und letzte Studioalbum der britischen Progressive-Rock-Band Gentle Giant. Das in den Sound City Studios in Los Angeles aufgenommene Album wurde 1980 auf Chrysalis Records und in den USA und Kanada auf Columbia Records veröffentlicht.
In der Hoffnung auf einen größeren Erfolg auf den nordamerikanischen Musikmärkten zu erzielen verlegten Gentle Giant ihren Sitz in die USA. Folglich wurde das Album wurde von August bis November 1979 zusammen mit Geoff Emerick, dem ehemaligen Toningenieur der Beatles, in den Sound City Studios im Van Nuys (Los Angeles), aufgenommen. Civilian besteht hauptsächlich aus kurzen Rocksongs die näher an dem traditionellen Rocksound mit New-Wave-Einflüssen als an dem progressiven Musikstil, durch den die Gentle Giant eigentlich bekannt wurde. Die Band erlaubte sich aber weitaus mehr Freiheiten bei den Arrangements und dem Gesang als beim Vorgängeralbum Giant for a Day!, und trotz der relativen Einfachheit erinnerten das Songwriting und die Ausführung eher an frühere Arbeiten von Gentle Giant. Das Album markierte nach einer achtjährigen Pause die Rückkehr zu Columbia Records in den USA und Kanada, da das letzte Album der Band, das bei Columbia erschien, war 1972 Octopus.
Kurz nach der Veröffentlichung des Albums spielten Gentle Giant eine letzte Tournee und lösten sich dann nach dem Abschlusskonzert am 16. Juni 1980 im Roxy Theatre in West Hollywood, Kalifornien auf.

## Titelliste
Alle Stücke von Derek Shulman gesungen, außer Shadows on the Street von Kerry Minnear. Alle Titel wurden von Kerry Minnear, Derek Shulman und Ray Shulman geschrieben, sofern nicht anders angegeben.
| Nr. | Titel                        | Autor(en)                | Länge |
| --- | ---------------------------- | ------------------------ | ----- |
| 1.  | Convenience (Clean and Easy) | Derek Shulman, Gary Gree | 3:13  |
| 2.  | All Through the Night        |                          | 4:20  |
| 3.  | Shadows on the Street        |                          | 3:18  |
| 4.  | Number One                   |                          | 4:38  |

| Nr. | Titel                                                   | Länge |
| --- | ------------------------------------------------------- | ----- |
| 1.  | Underground                                             | 3:47  |
| 2.  | I Am a Camera                                           | 3:32  |
| 3.  | Inside Out                                              | 5:51  |
| 4.  | It's Not Imagination" "That's... All... There... Is.... | 4:03  |

| Nr. | Titel          | Länge |
| --- | -------------- | ----- |
| 9.  | Heroes No More | 4:38  |

Der Abschlusstitel  It's Not Imagination samt Textpassage That's... All... There... Is.... wurde aus vier verschiedenen Liedern des Albums extrahiert und zusammengefügt. Bei einigen CD- und Vinyl-Veröffentlichungen ist dieser Titel nicht enthalten.
Der bisher unveröffentlichte Song, Heroes No More, wurde auf einigen CD-Neuauflagen des Albums herausgebracht. Ein weiteres Stück aus der gleichen Zeit, You Haven't a Chance, erschien erst 1997 auf dem Compilation-Album Under Construction.

## Besetzung
- Gary Green – E-Gitarre (1, 2, 4–9)
- Kerry Minnear – Synthesizer (1–7, 9), E-Piano (1, 3–9), Hammondorgel (2, 3, 9), Clavinet (7), Piano (3), Gesang (3)
- Derek Shulman – Gesang (1, 2, 4–9)
- Ray Shulman – E-Bass, Akustikgitarre (5, 6), Begleitgesang
- John Weathers – Schlagzeug, Tamburin (4–6, 8, 9), Zimbel (1), Perkussion (7), Begleitgesang

## Rezeption

### Rezensionen
Patrick Little vom Musikportal AllMusic bewertete das Album mit nur 2/5 Punkten, wohingegen es von 142 Usern 3–4 von 5 Punkten erhielt. Auf dem Progressive-Rock-Musikportal Babyblaue Seiten erhielt das Album durchschnittliche Bewertungen. für Horst Straske enthält das Album Titel: „in Form von groovenden Melodien und vordergründigen Ohrwurmrefrains alle Elemente, die den Ausverkauf des klassischen Progrocks an den Mainstream-Sound dokumentieren. Eine die Band vormals so auszeichnende Virtuosität, vertrackte Rhythmik sowie verschachtelte Arrangements ohne die üblichen Bombastschübe des Genres gezielt auf den Punkt zu bringen, waren einem kraftvollen AOR gewichen, der aber trotz nicht überhörbarer Tendenz zum amerikanischen Stadion-Rock-Sound kaum wie eine feindliche Übernahme seitens des gesichtslosen Einheitsklangs der späten 70er Jahre anmutet.“
Während Kerry Minnear sich mit diesem Album und seinen Songs weitaus zufriedener zeigte, erklärte Ray Shulman schließlich: „Ich habe es gehasst, das letzte Album zu machen, ich habe es gehasst, daran beteiligt zu sein“. 2005 schob Derek Shulman nach: „Civilian wurde mit weniger Leidenschaft gemacht als einige der anderen Alben. Wie sich herausstellte, waren wir als Band einfach nicht gut darin, Rock- oder Popstars zu sein. Wir wären gerne so populär wie Genesis, Rush oder Yes gewesen. Im Nachhinein denke ich manchmal, dass Gentle Giant zu Unrecht in die Kategorie Progressive Rock gesteckt wurde. Vieles von dem, was wir gemacht haben, war sehr clever, aber wir haben sicherlich nicht diese langen, komplexen Stücke gemacht, wie Yes oder Genesis es taten.“
In einer Rezension der 2006 erschienenen Neuauflage Civilian bezeichnete Barry Wöters in der New Yorker Tageszeitung The Village Voice das Album als „fade“ und als „die Bombe, die die Band endgültig zerstörte“.

### Charterfolge
Civilian erreichte Rang 91 der Kanadischen Albumcharts und lediglich Platz 203 der US Billboard 200.